# Sundaland

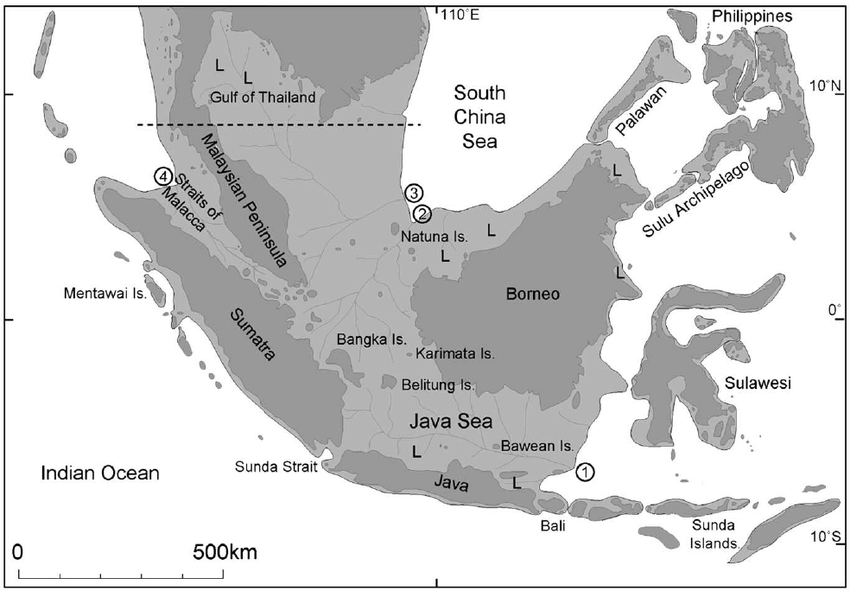
Sundaland během posledního glaciálního maxima

Sundaland je biogeografický region jihovýchodní Asie, zahrnující západní polovinu Malajského souostroví a část Malajského poloostrova. V průběhu posledního globálního zalednění celé toto území odpovídalo větší pevnině.

## Poloha a klima
Sundaland zahrnuje převážně území západní poloviny Malajského souostroví o rozloze 1,5 milionu km2 a tvoří jej asi 17 000 ostrovů poblíž rovníku, včetně Bornea, Sumatry a Jávy. Oblast se vztahuje také na část Malajského poloostrova, a to až po takzvanou linii Kangar-Pattani, která se táhne zhruba podél současné thajské a malajsijské státní hranice a odděluje biogeografický region Sundalandu od zbylé pevninské jihovýchodní Asie. Směrem na východ se rozkládá region Wallacea, jenž od západu vymezuje slavná Wallaceova linie, resp. modifikovaná Huxleyova linie táhnoucí se mezi ostrovy Bali a Lombok na jihu, Borneem a Sulawesi na rovníku a mezi Palawanem a zbytkem Filipín na severu (složení fauny a flóry na Palawanu je bližší Sundalandu než zbytku Filipín). Jihozápadní hranici Sundalandu definují hluboké vody Indického oceánu.
Epikontinentální moře Sundalandu patří mezi nejteplejší vody na světě (s teplotami o 28 °C a více, oblast teplých povrchových vod je nazývaná Indo-Pacific Warm Pool), a významně tak ovlivňuje globální klima a cirkulaci oceánů. Dešťové srážky v oblasti jsou vysoké (2 000 mm a více), povrchové oceánské vody mají díky tomu relativně nízkou salinitu. Před zásahy člověka pokrývaly většinu oblasti bujné deštné lesy. Směrem na jih a na sever jsou deštné lesy postupně nahrazovány opadavými lesy a savanovými lesy.

## Dynamika

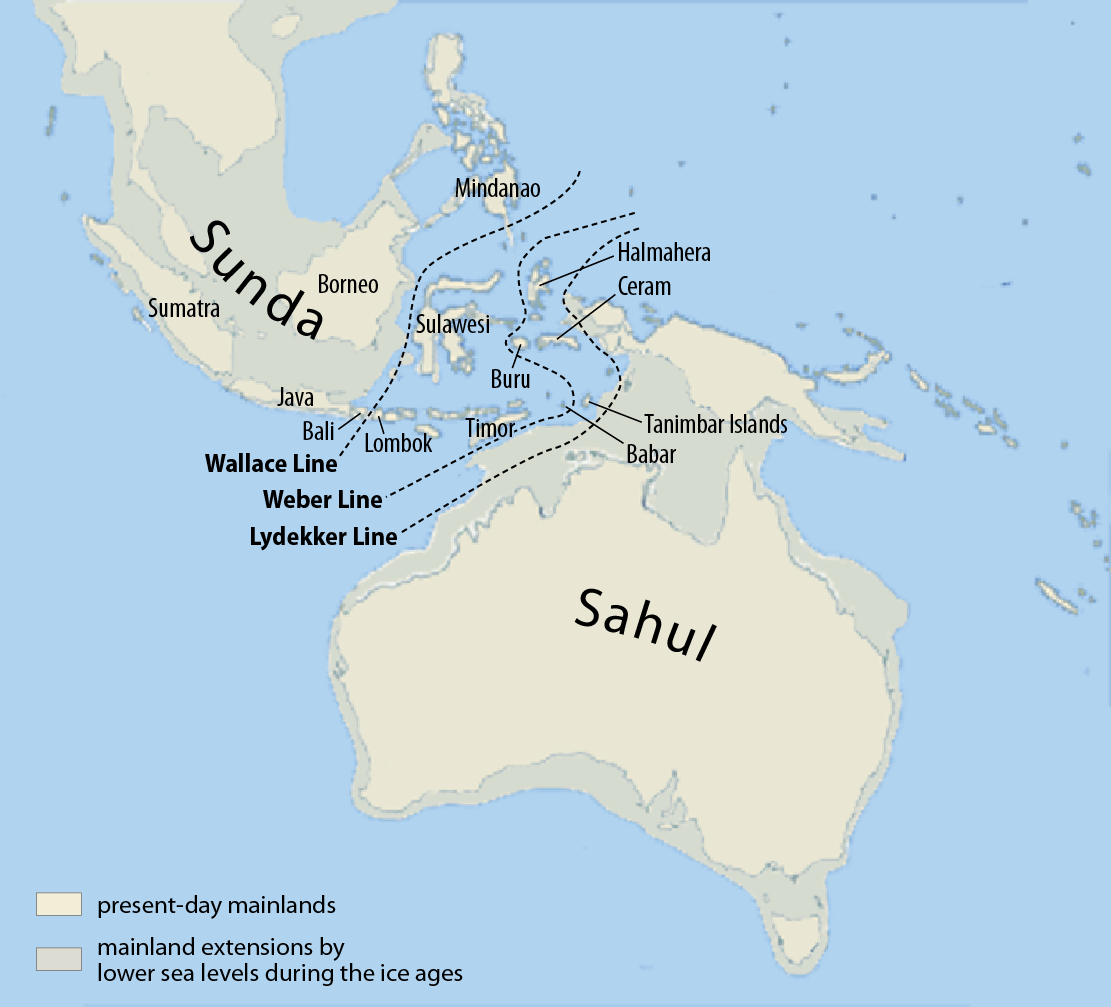
Sundaland a Sahul během zalednění s patrnou oblastí Wallacey oddělené Wallaceovou a Weberovou linií

Sundaland představuje dynamický region z hlediska historie klimatických změn. Jeho hranice se v důsledku kolize indoaustralské a eurasijské desky a následně i vlivem fluktuace mořské hladiny během neogénu výrazně měnily. Přítomnost fluviálních sedimentů ve více než 200m hloubkách svědčí o obdobích, kdy relativní hladina moře byla značně nižší než kdykoli v kvartéru, zatímco během svrchního pliocénu došlo k mnohem většímu zaplavení, než je patrné v současnosti. Po většinu období posledních 2 milionů let byl Sundaland zřejmě souvislou pevninou.
Neexistuje jiná tropická oblast, vyznačující se většími rozdíly mezi současným rozdělením pevniny a moří a jejich rozložením během poslední doby ledové (resp. během posledního glaciálního maxima před asi 20 000 lety). Hranice Sundalandu byly během posledního globálního zalednění definovány hloubnicí −120 m. Došlo ke spojení pevninské jihovýchodní Asie se Sumatrou, Jávou a Borneem, stejně jako k vyschnutí Thajského zálivu. Výrazně se zmenšila rozloha Jihočínského moře. Do Sundalandu zřejmě spadal i filipínský ostrov Palawan, mezi Borneem a Palawanem se však i během glaciálního maxima mohla udržovat úzká Balabacká úžina. Pravděpodobnou přítomnost dnes již neexistujících pevninských mostů s Filipínami demonstruje například přítomnost žab, které na Filipínách původně nejspíš vůbec nežily a rozšířily se sem teprve z Bornea.

### Zoogeografie
Dynamika v rozložení pevnin a oceánů se prolíná také do šíření suchozemské fauny. Oblast Sundalandu představuje začátek přechodu mezi orientální a australskou zoogeografickou oblastí, z toho Austrálie a Nová Guinea tvořily jeden pevninský blok Sahul. Wallacea, definovaná Wallaceovou a Weberovou linií, za níž ubývá orientálních prvků, představuje přechodné území, skrze které se snažily šířit australské a orientální formy. Druhy mohly nová území kolonizovat jak vlastními silami (např. aktivním přeletem v případě ptáků), tak metodou ostrovních „skoků“, anebo pomocí plovoucích předmětů. Plio-pleistocenní flóra a fauna se při kolonizaci Sundalandu musely přizpůsobovat měnící se dostupností pevninských mostů a příznivých stanovišť. Podle některých teorií se úbytek srážek v oblasti Sundalandu během poslední doby ledové projevil vznikem savanového koridoru, táhnoucího se od dnešního Malajského poloostrova přes Jávské moře až na jižní Borneo. Podobný pás by fungoval coby bariéra při migraci lesních druhů mezi východními a západními částmi Sundalandu a naopak by umožnil migraci savanových druhů severojižním směrem (mimo jiné mohl napomoci rychlejšímu šíření člověka v jihovýchodní Asii).
Region se v současnosti vyznačuje vysokou biodiverzitou, žije zde více než 770 druhů ptáků a více než 370 druhů savců.